# Clubiona mazandaranica
Clubiona mazandaranica este o specie de păianjeni din genul Clubiona, familia Clubionidae, descrisă de Mikhailov în anul 2003. Conform Catalogue of Life specia Clubiona mazandaranica nu are subspecii cunoscute.